# Alfredo Schäffler
Dom Alfredo Schäffler (Waidhofen, Áustria, 18 de Janeiro de 1941), é um bispo católico, bispo emérito de Parnaíba, Piauí.

## Biografia
Nascido na Áustria, Dom Alfredo Schaffler foi ordenado sacerdote no dia 16 de junho de 1968 na cidade e Diocese de Oeiras. Inicialmente foi vigário cooperador em Oeiras e coordenador de Pastoral. Em 1970 assumiu inicialmente como vigário paroquial em Picos e posteriormente como pároco a paróquia de Nossa Senhora dos Remédios na cidade de Picos até 1984.
Neste ano transferiu-se para Teresina assumindo como Juiz Presidente o Tribunal Regional Nordeste IV. Em Teresina foi pároco na paróquia de Cristo Rei e Vigário Episcopal para a Administração da Arquidiocese. Em 15 de março de 2000 foi nomeado Bispo Coadjutor de Parnaíba. Em 21 de fevereiro de 2001 assumiu o governo da Diocese de Parnaíba. O seu lema episcopal é: Firme na fé.